# Bredspår

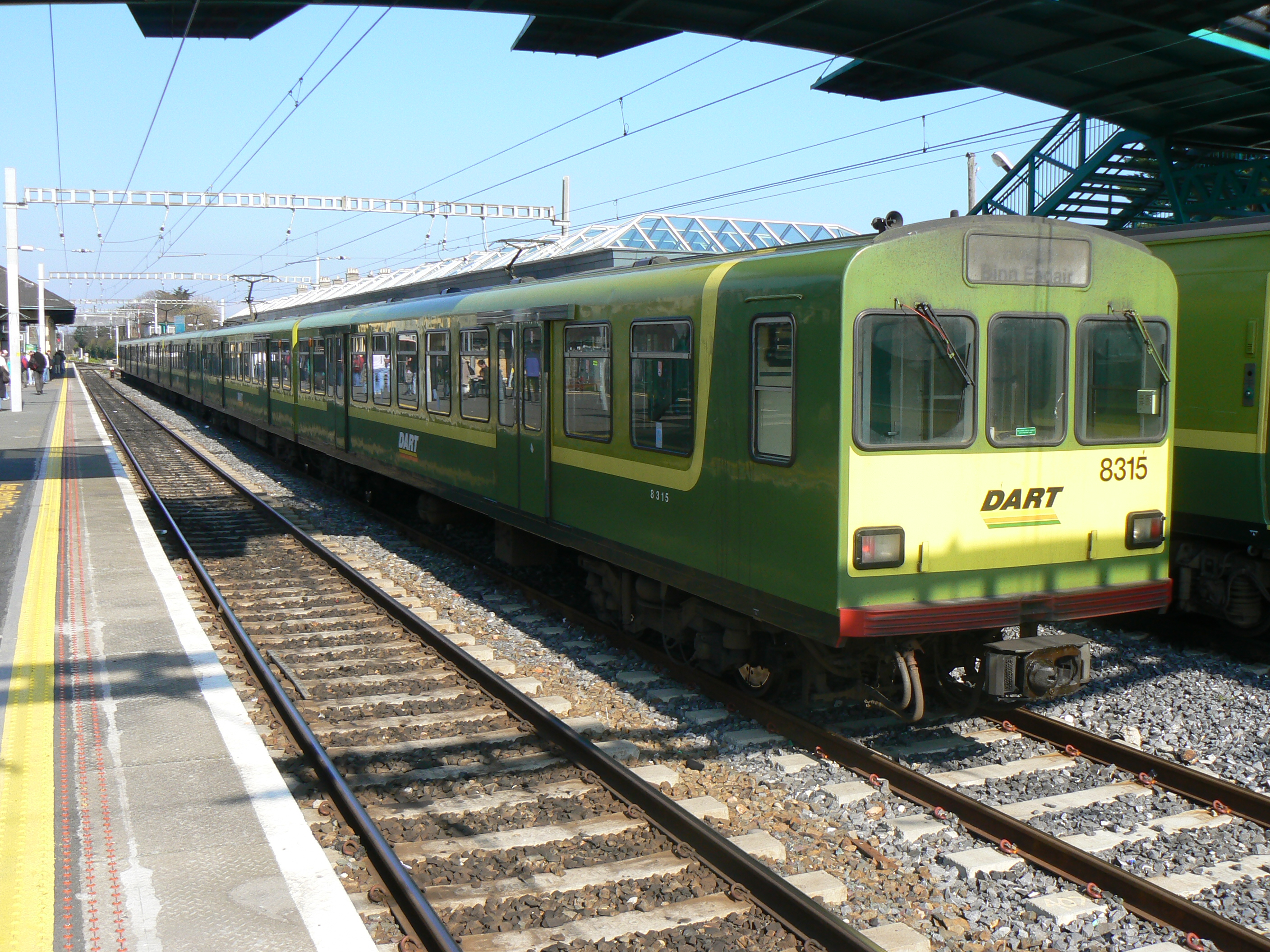
1600 mm-spår på Irland (Bray)

Bredspår är en järnvägsterm som betyder att spårvidden är större än 1435 mm (normalspår).
Om banan är en isolerad järnväg utan anknytning till andra spårsystem är spårvidden ett mindre problem. I allmänhet byggs dock nya sådana banor med normalspår, eftersom det är billigare att köpa tåg med standardiserade axlar och boggier.
Vissa europeiska länder har bredspår som sin standardiserade spårvidd.

## Olika länder

### Bredspår i Europa
De flesta europeiska länder som tillhörde Ryssland under 1800-talet har bredspår med 1520 eller 1524 mm: Ryssland, Finland, Estland, Lettland, Litauen, Belarus, Ukraina och Moldavien. Den skillnad på 4 mm som här finns mellan olika länders standarder är inte större än att man kan använda samma fordon utan spårviddsväxling och järnvägsnäten är sammankopplade.
I Spanien och Portugal används en annan avvikande bred spårvidd nämligen 1668 mm. Spanien bygger dock numera höghastighetsbanor med normalspår. Det finns även planer på ett framtida byte till normalspår och vid spårunderhåll sätter man nya slipers förberedda för ett spårviddsbyte. Även republiken Irland och Nordirland har bredspår. Standard där är 1600 mm. Ett annat bredspår på ön (the Ulster Railway) har varit hela 1880 mm.
Bredspår finns i Sverige endast i Haparanda där vissa spår är bredspår, i detta fall 1524 mm. Sträckan mellan Haparanda och Torneå har fyrskensspår, så att både bredspårig och normalspårig materiel kan trafikera sträckan. Anledningen till detta är gränstrafiken mellan Sverige och Finland, där det sistnämnda har bredspår.

### Andra länder
Den vanligaste spårvidden i Indien, Sri Lanka, Argentina och Chile är 1676 mm. Denna spårvidd används även på Bay Area Rapid Transit runt San Francisco, en ren passagerarbana som ändå är isolerad från huvudnätet.

## Trafik mellan länder med olika spårvidd
Eftersom 1435 mm är den vanligaste europeiska spårvidden är bredspår ett hinder för internationell trafik från övriga Europa, Iran och Kina. Lok och (flertalet) vagnar är byggda för en viss spårvidd, vilket tidigare alltid betydde att gods och passagerare måste lastas om respektive byta tåg vid platser där olika spårvidd möts. Numera löser man ibland problemet med vagnar som kan byta spårvidd, till exempel genom hjulbyte vid gränsen. Detta tillämpas till exempel på direkta persontåg Berlin-Moskva. För godstrafik kan särskilda vagnar (överföringsvagnar) användas där en vagn av ena spårvidden kör upp på en vagn med den andra. Man kan också använda containrar som lätt lastas om.

## Bredspår i historien
Under de första decennierna av järnvägshistorien var spårvidden inte standardiserad, utan man byggde med många olika spårvidder, som ofta inte finns kvar längre. I Storbritannien byggdes en stambana med 2140 mm, fast den har byggts om till normalspår.
Rysslands första järnväg (till Tsarskoje Selo) hade 1829 mm, men har blivit ombyggd till rysk spårvidd.
I USA byggdes järnvägar ofta med lite olika spårvidder. I Sydstaterna användes oftast 1524 mm. De har byggts om till normalspår eller lagts ned.
Under andra världskriget planerade Hitler ett superbredspår kallat Breitspurbahn i Europa (Paris – Berlin – Istanbul m fl.), med en spårvidd på hela 3 meter (3000 mm). Denna superbreda järnväg byggdes dock aldrig.